# 佐原市
佐原市（さわらし）は、千葉県の北東部に存在した市。2006年3月27日に香取郡栗源町、小見川町、山田町と合併し、香取市となった。古くから水郷の町として栄え、市街地の小野川沿いには小江戸とも呼ばれる当時の町並みが残っている。また伊能忠敬の養子婿先の地でもあり、地図の町としても有名である。利根川を挟んで茨城県と接しており、東京から70km圏、千葉市から50km圏にあり、成田国際空港から15km圏に位置している。

## 地理
- 河川：一級河川 利根川、常陸利根川、横利根川、与田浦川、大須賀川、小野川、香西川
準用河川 根本川、十間川

### 隣接していた自治体
- 千葉県
  - 香取郡神崎町
  - 香取郡多古町
  - 香取郡小見川町
  - 香取郡栗源町
  - 香取郡大栄町
- 茨城県
  - 潮来市
  - 稲敷市
  - 神栖市

## 歴史
古代の佐原の生活を示すものとして、下小野貝塚（縄文中期）、大倉南貝塚（縄文後期）、橋替貝塚（縄文後期）などが発見されている。また、牧野と津宮では丸木舟が見つかっている。全体的な遺跡の分布としては、市の東部（香取地区以東）および西部（大戸神社周辺〜西和田）に多い。生活はその土地によって異なるが、沿岸部では香取海での漁猟が中心と推定される。
飛鳥時代、佐原は下総国の香取郡・海上郡に属すことになった。また、香取郡は649年（大化5年）、香取神宮の神郡となった。
鎌倉時代になると、香取神宮と大戸に荘園ができた。また、各地で定期市が開かれるようになった。特に香取神宮付近は門前町としてひらけた。
近世初頭に徳川家康は矢作（四万石）に譜代家臣の鳥居元忠を配した。元忠は岩ヶ崎城の築城に着手したが、伏見城での元忠の死などにより、結局完成を見ずに廃城となった。その後は分割され、幕府直轄領や旗本領・大名領が混在している（ただし大名領となった土地は少ない）。江戸後期になると、小野川周辺は利根川舟運の中継地として栄えるようになった。
第二次大戦中の1945年（昭和20年）住民によるアメリカ軍兵士に対する私刑殺害事件を起こした（能崎事件）。

### 地名の由来
佐原市の歴史は古く、古代から香取神宮が鎮座し神官の祭典の時に使用する土器、「浅原（さわら）」を造って納めていたので「サワラ」という地名がついたともいわれている。「サワラ」という地名は「浅原」、「左原」、「砂原」、「沙原」などとも書かれるが、建保6年（1218年）の古文書に「佐原」という文字が最初に登場する。なお、「佐原」を「サワラ」と読むのは珍しいほうであり、「サハラ」と読み間違われる場合がある。

### 沿革
- 1898年（明治31年）2月3日 - 佐原駅が開業。
- 1936年（昭和11年）3月 - 水郷大橋が開通。
- 1951年（昭和26年）3月15日 - 佐原町・香取町・東大戸村・香西村が合併し佐原市が発足。千葉県内で9番目の市制施行。
- 1953年（昭和28年）5月18日 - 国道123号（現在の国道51号）が制定。
- 1955年（昭和30年）2月11日 - 瑞穂村・新島村・津宮村・大倉村は佐原市に編入。
- 1965年（昭和40年） - 国道356号が制定。
- 1970年（昭和45年）8月20日 - 鹿島線が開業。
- 1986年（昭和61年）3月28日 - 佐原香取ICが供用開始。
- 2006年（平成18年）3月27日 - 佐原市は小見川町、山田町、栗源町とともに合併して香取市が発足され、佐原市は消滅。

### 行政区域変遷
- 変遷の年表

| 佐原市市域の変遷（年表） | 佐原市市域の変遷（年表） | 佐原市市域の変遷（年表） |
| 年                       | 月日                     | 旧佐原市市域に関連する行政区域変遷 |
| ------------------------ | ------------------------ | --- |
| 1889年（明治22年）       | 4月1日                   | 町村制施行に伴い、以下の町村がそれぞれ発足。 - 佐原町 ← 佐原町・佐原新田・篠原村・中島村・中洲村・西代村字笄島 - 香取村 ← 香取村・吉原村・多田村・新市場村・新部村・釜塚村・返田村・下小野村・九美上村・丁子村 - 相根村 ← 大根村・大崎村・観音村・長山村・本矢作村・福田村・伊地山村・与倉村・鳥羽村・牧野村 - 東大戸村 ← 大戸村・大戸川村・山之辺村・森戸村・片野村・上小川村・関村・新寺村・玉造村 - 本新島村 ← 上之島村・上須田村・西代村・野間谷原村・石納村・飯島村・川尻村・大戸村の新田 - 瑞穂村 ← 堀之内村・谷中村・鴇崎村・西坂村・寺内村・西和田村・西部田村 - 新島村 ← 八筋川村・大島村・三島村・境島村・扇島村・加藤洲村・磯山村・附洲新田・公官洲新田 - 津宮村 ← 津宮村が単独で村制施行。 - 大倉村 ← 大倉村、丁子村の一部（丁子新田） |
| 1890年（明治23年）       | 5月23日                  | 相根村が改称し香西村になる。 |
| 1897年（明治30年）       | 5月5日                   | 香取村が町制を施行し、香取町となる。 |
| 1899年（明治32年）       | 4月1日                   | - 東大戸村は本新島村の一部（野間谷原、飯島、川尻、大戸新田と石納、飯島の各一部）と合併し東大戸村が発足。 - 新島村の一部（八筋川、大島、三島、境島のうち横利根川より西側）と佐原町の一部（佐原新田の一部）は本新島村の一部 （上之島、上須田、西代と石納、飯島の各一部）とともに合併して茨城県稲敷郡本新島村が発足。 |
| 1913年（大正2年）        |                          | 香西村の一部（牧野）は佐原町に編入。 |
| 1951年（昭和26年）       | 3月15日                  | 佐原町・香取町・東大戸村・香西村が合併し佐原市が発足。 |
| 1955年（昭和30年）       | 2月11日                  | 佐原市は瑞穂村・新島村・津宮村・大倉村に編入。 |
| 2006年（平成18年）       | 3月27日                  | 佐原市は小見川町、山田町、栗源町とともに合併して香取市が発足され、佐原市は消滅。 |

- 変遷表

|  | 佐原村           | 明治21年 佐原町  | 佐原町          | 佐原町                       | 昭和26年3月15日 佐原市       | 平成18年3月27日 香取市 | 香取市 |
|  | 佐原新田の一部   |                  | 佐原町          | 佐原町                       | 昭和26年3月15日 佐原市       | 平成18年3月27日 香取市 | 香取市 |
|  | 篠原村           |                  | 佐原町          | 佐原町                       | 昭和26年3月15日 佐原市       | 平成18年3月27日 香取市 | 香取市 |
|  | 中島村           |                  | 佐原町          | 佐原町                       | 昭和26年3月15日 佐原市       | 平成18年3月27日 香取市 | 香取市 |
|  | 中洲村           |                  | 佐原町          | 佐原町                       | 昭和26年3月15日 佐原市       | 平成18年3月27日 香取市 | 香取市 |
|  | 西代村字笄島     |                  | 佐原町          | 佐原町                       | 昭和26年3月15日 佐原市       | 平成18年3月27日 香取市 | 香取市 |
|  | 牧野村           | 牧野村           | 相根村          | 大正2年 佐原町に編入         | 昭和26年3月15日 佐原市       | 平成18年3月27日 香取市 | 香取市 |
|  | 大根村           | 大根村           | 相根村          | 明治23年5月23日 香西村に改称 | 昭和26年3月15日 佐原市       | 平成18年3月27日 香取市 | 香取市 |
|  | 大崎村           |                  | 相根村          | 明治23年5月23日 香西村に改称 | 昭和26年3月15日 佐原市       | 平成18年3月27日 香取市 | 香取市 |
|  | 観音村           |                  | 相根村          | 明治23年5月23日 香西村に改称 | 昭和26年3月15日 佐原市       | 平成18年3月27日 香取市 | 香取市 |
|  | 長山村           |                  | 相根村          | 明治23年5月23日 香西村に改称 | 昭和26年3月15日 佐原市       | 平成18年3月27日 香取市 | 香取市 |
|  | 本矢作村         |                  | 相根村          | 明治23年5月23日 香西村に改称 | 昭和26年3月15日 佐原市       | 平成18年3月27日 香取市 | 香取市 |
|  | 福田村           |                  | 相根村          | 明治23年5月23日 香西村に改称 | 昭和26年3月15日 佐原市       | 平成18年3月27日 香取市 | 香取市 |
|  | 伊地山村         |                  | 相根村          | 明治23年5月23日 香西村に改称 | 昭和26年3月15日 佐原市       | 平成18年3月27日 香取市 | 香取市 |
|  | 与倉村           |                  | 相根村          | 明治23年5月23日 香西村に改称 | 昭和26年3月15日 佐原市       | 平成18年3月27日 香取市 | 香取市 |
|  | 鳥羽村           |                  | 相根村          | 明治23年5月23日 香西村に改称 | 昭和26年3月15日 佐原市       | 平成18年3月27日 香取市 | 香取市 |
|  | 香取村           | 香取村           | 香取村'         | 明治30年5月5日 町制          | 昭和26年3月15日 佐原市       | 平成18年3月27日 香取市 | 香取市 |
|  | 吉原村           |                  | 香取村'         | 明治30年5月5日 町制          | 昭和26年3月15日 佐原市       | 平成18年3月27日 香取市 | 香取市 |
|  | 多田村           |                  | 香取村'         | 明治30年5月5日 町制          | 昭和26年3月15日 佐原市       | 平成18年3月27日 香取市 | 香取市 |
|  | 新市場村         |                  | 香取村'         | 明治30年5月5日 町制          | 昭和26年3月15日 佐原市       | 平成18年3月27日 香取市 | 香取市 |
|  | 新部村           |                  | 香取村'         | 明治30年5月5日 町制          | 昭和26年3月15日 佐原市       | 平成18年3月27日 香取市 | 香取市 |
|  | 釜塚村           |                  | 香取村'         | 明治30年5月5日 町制          | 昭和26年3月15日 佐原市       | 平成18年3月27日 香取市 | 香取市 |
|  | 返田村           |                  | 香取村'         | 明治30年5月5日 町制          | 昭和26年3月15日 佐原市       | 平成18年3月27日 香取市 | 香取市 |
|  | 下小野村         |                  | 香取村'         | 明治30年5月5日 町制          | 昭和26年3月15日 佐原市       | 平成18年3月27日 香取市 | 香取市 |
|  | 丁子村           |                  | 香取村'         | 明治30年5月5日 町制          | 昭和26年3月15日 佐原市       | 平成18年3月27日 香取市 | 香取市 |
|  |                  | 明治9年 九美上村 | 香取村'         | 明治30年5月5日 町制          | 昭和26年3月15日 佐原市       | 平成18年3月27日 香取市 | 香取市 |
|  | 大戸村           | 大戸村           | 東大戸村        | 明治32年4月1日 東大戸村      | 昭和26年3月15日 佐原市       | 平成18年3月27日 香取市 | 香取市 |
|  | 大戸川村         |                  | 東大戸村        | 明治32年4月1日 東大戸村      | 昭和26年3月15日 佐原市       | 平成18年3月27日 香取市 | 香取市 |
|  | 山之辺村         |                  | 東大戸村        | 明治32年4月1日 東大戸村      | 昭和26年3月15日 佐原市       | 平成18年3月27日 香取市 | 香取市 |
|  | 森戸村           |                  | 東大戸村        | 明治32年4月1日 東大戸村      | 昭和26年3月15日 佐原市       | 平成18年3月27日 香取市 | 香取市 |
|  | 片野村           |                  | 東大戸村        | 明治32年4月1日 東大戸村      | 昭和26年3月15日 佐原市       | 平成18年3月27日 香取市 | 香取市 |
|  | 上小川村         |                  | 東大戸村        | 明治32年4月1日 東大戸村      | 昭和26年3月15日 佐原市       | 平成18年3月27日 香取市 | 香取市 |
|  | 関村             |                  | 東大戸村        | 明治32年4月1日 東大戸村      | 昭和26年3月15日 佐原市       | 平成18年3月27日 香取市 | 香取市 |
|  | 新寺村           |                  | 東大戸村        | 明治32年4月1日 東大戸村      | 昭和26年3月15日 佐原市       | 平成18年3月27日 香取市 | 香取市 |
|  | 玉造村           |                  | 東大戸村        | 明治32年4月1日 東大戸村      | 昭和26年3月15日 佐原市       | 平成18年3月27日 香取市 | 香取市 |
|  | 川尻村           | 川尻村           | 本新島村 の一部 | 明治32年4月1日 東大戸村      | 昭和26年3月15日 佐原市       | 平成18年3月27日 香取市 | 香取市 |
|  | 野間谷原村       |                  | 本新島村 の一部 | 明治32年4月1日 東大戸村      | 昭和26年3月15日 佐原市       | 平成18年3月27日 香取市 | 香取市 |
|  | 大戸村の新田     |                  | 本新島村 の一部 | 明治32年4月1日 東大戸村      | 昭和26年3月15日 佐原市       | 平成18年3月27日 香取市 | 香取市 |
|  | 飯島村の一部     |                  | 本新島村 の一部 | 明治32年4月1日 東大戸村      | 昭和26年3月15日 佐原市       | 平成18年3月27日 香取市 | 香取市 |
|  | 石納村の一部     |                  | 本新島村 の一部 | 明治32年4月1日 東大戸村      | 昭和26年3月15日 佐原市       | 平成18年3月27日 香取市 | 香取市 |
|  | 堀之内村         | 堀之内村         | 瑞穂村          | 瑞穂村                       | 昭和30年2月11日 佐原市に編入 | 平成18年3月27日 香取市 | 香取市 |
|  | 谷中村           |                  | 瑞穂村          | 瑞穂村                       | 昭和30年2月11日 佐原市に編入 | 平成18年3月27日 香取市 | 香取市 |
|  | 鴇崎村           |                  | 瑞穂村          | 瑞穂村                       | 昭和30年2月11日 佐原市に編入 | 平成18年3月27日 香取市 | 香取市 |
|  | 西坂村           |                  | 瑞穂村          | 瑞穂村                       | 昭和30年2月11日 佐原市に編入 | 平成18年3月27日 香取市 | 香取市 |
|  | 寺内村           |                  | 瑞穂村          | 瑞穂村                       | 昭和30年2月11日 佐原市に編入 | 平成18年3月27日 香取市 | 香取市 |
|  | 和田村           | 明治3年 西和田村 | 瑞穂村          | 瑞穂村                       | 昭和30年2月11日 佐原市に編入 | 平成18年3月27日 香取市 | 香取市 |
|  | 西部田村         |                  | 瑞穂村          | 瑞穂村                       | 昭和30年2月11日 佐原市に編入 | 平成18年3月27日 香取市 | 香取市 |
|  | 八筋川村の一部   | 八筋川村の一部   | 新島村 の一部   | 明治32年4月1日 新島村        | 昭和30年2月11日 佐原市に編入 | 平成18年3月27日 香取市 | 香取市 |
|  | 大島村の一部     |                  | 新島村 の一部   | 明治32年4月1日 新島村        | 昭和30年2月11日 佐原市に編入 | 平成18年3月27日 香取市 | 香取市 |
|  | 三島村の一部     |                  | 新島村 の一部   | 明治32年4月1日 新島村        | 昭和30年2月11日 佐原市に編入 | 平成18年3月27日 香取市 | 香取市 |
|  | 境島村の一部     |                  | 新島村 の一部   | 明治32年4月1日 新島村        | 昭和30年2月11日 佐原市に編入 | 平成18年3月27日 香取市 | 香取市 |
|  | 扇島村           |                  | 新島村 の一部   | 明治32年4月1日 新島村        | 昭和30年2月11日 佐原市に編入 | 平成18年3月27日 香取市 | 香取市 |
|  | 加藤洲村         |                  | 新島村 の一部   | 明治32年4月1日 新島村        | 昭和30年2月11日 佐原市に編入 | 平成18年3月27日 香取市 | 香取市 |
|  | 磯山村           |                  | 新島村 の一部   | 明治32年4月1日 新島村        | 昭和30年2月11日 佐原市に編入 | 平成18年3月27日 香取市 | 香取市 |
|  | 附洲新田         |                  | 新島村 の一部   | 明治32年4月1日 新島村        | 昭和30年2月11日 佐原市に編入 | 平成18年3月27日 香取市 | 香取市 |
|  | 公官洲新田       |                  | 新島村 の一部   | 明治32年4月1日 新島村        | 昭和30年2月11日 佐原市に編入 | 平成18年3月27日 香取市 | 香取市 |
|  | 津宮村           | 津宮村           | 津宮村          | 津宮村                       | 昭和30年2月11日 佐原市に編入 | 平成18年3月27日 香取市 | 香取市 |
|  | 大倉村           | 大倉村           | 大倉村          | 大倉村                       | 昭和30年2月11日 佐原市に編入 | 平成18年3月27日 香取市 | 香取市 |
|  | 丁子村字丁子新田 |                  | 大倉村          | 大倉村                       | 昭和30年2月11日 佐原市に編入 | 平成18年3月27日 香取市 | 香取市 |

## 行政

### 歴代市長
特記なき場合『日本の歴代市長 : 市制施行百年の歩み』などによる。
| 代 | 氏名     | 就任                      | 退任                      | 備考 |
| -- | -------- | ------------------------- | ------------------------- | ---- |
| 1  | 坂本斉一 | 1951年（昭和26年）4月23日 | 1955年（昭和30年）4月     |      |
| 2  | 坂本官蔵 | 1955年（昭和30年）5月1日  | 1959年（昭和34年）4月30日 |      |
| 3  | 小森鍾吉 | 1959年（昭和34年）5月1日  | 1967年（昭和42年）4月30日 |      |
| 4  | 宇井隻平 | 1967年（昭和42年）5月1日  | 1979年（昭和54年）4月30日 |      |
| 5  | 鈴木全一 | 1979年（昭和54年）5月1日  | 1987年（昭和62年）4月30日 |      |
| 6  | 宇井隻平 | 1987年（昭和62年）5月1日  | 1991年（平成3年）4月30日  |      |
| 7  | 鈴木全一 | 1991年（平成3年）5月1日   | 2003年（平成15年）4月30日 |      |
| 8  | 岩瀬良三 | 2003年（平成15年）5月1日  | 2006年（平成18年）3月26日 | 廃止 |

## 姉妹・友好都市

### 国内
- 川西市（兵庫県）

1990年（平成2年）8月1日 姉妹都市提携。
平将門らが下総国で起こした承平天慶の乱（940年）を平定する為、満仲は帝の命を受け出兵した。この時、源満仲は香取神宮の傍らに約100日間布陣した。ここが現在の光明院にあたり、満仲は、この地が摂津国多田庄（現在の川西市）によく似ているところから「多田」と名付けた。満仲の他界後その訃報が伝えられると、下総国に残った源一門の手で光明院に供養塔が建立された。1976年（昭和51年）に、NHK大河ドラマ「風と雲と虹と」で話題になったのを機に1977年（昭和52年）から佐原市と川西市の交流が始まり、姉妹都市提携が結ばれた。
- 美馬市（徳島県）、日田市（大分県）

1989年（平成元年）9月19日~20日 にかけて日田市で開催された日本3大河川中流地域交流シンポジウムに、日本3大河川の坂東太郎（利根川）、筑紫次郎（筑後川）、四国三郎（吉野川）等がある関係町、大分県日田市、徳島県旧美馬郡脇町（現美馬市）に佐原市が参加して「兄弟交流」を行い、これにより、3市町が三大河川をシンボリックにとらえ、今後情報交換、文化交流等を行う旨を決議し友好都市提携をした。現在では交流は行われていない。
- 鹿島市（佐賀県）

1983年（昭和58年） 友好都市　初代肥前鹿島藩主、鍋島忠茂並びに子孫の墓所が、佐原市上小川の円通寺にある為友好都市を提携。円通寺檀家が約400年に渡り墓所を守り続けている。なお、円通寺本堂は大正時代に鍋島氏から寄贈されたものであり、瓦には家紋の抱き杏葉が刻まれている。
- 川越市（埼玉県）、栃木市（栃木県）

1996年（平成8年）頃から　 正式な姉妹・友好都市ではないが、小江戸サミットを発端として交流が続く。各市の祭礼などでお互いの市のPR活動、物産の販売を行い、観光面で共同の活動を行っている。

### 海外
- 南京市（中華人民共和国江蘇省）

1996年（平成8年）3月5日友好交流についての協定調印を行った。花菖蒲、花蓮、糘菜栽培等を通しての交流が続いている。

## 教育施設

### 市立幼稚園
- 佐原幼稚園、津宮幼稚園、伊地山幼稚園

### 私立幼稚園
- 佐原みどり幼稚園、白百合幼稚園

### 市立小学校
- 佐原小学校、北佐原小学校、東大戸小学校、同　石納分校、竟成小学校
- 福田小学校、香取小学校、神南小学校、瑞穂小学校、湖東小学校
- 新島小学校、同　大東分校、津宮小学校、大倉小学校

### 市立中学校
- 佐原中学校、香取中学校、第五中学校、新島中学校

### 高等学校
- 千葉県立佐原高等学校
- 千葉県立佐原白楊高等学校
- 私立千葉萌陽高等学校

## 交通

### 鉄道と駅
- 東日本旅客鉄道
  - ■成田線
    - 大戸駅 - 佐原駅 - 香取駅 - （水郷駅）（隣接する小見川町との境界にある。）

  - ■鹿島線
    - 十二橋駅

### 道路
- 高速道路
  - 東関東自動車道
    - 佐原香取IC
- 一般国道
  - 国道51号
  - 国道356号
- 主要地方道
  - 千葉県道2号水戸鉾田佐原線
  - 千葉県道11号取手東線
  - 千葉県道16号佐原八日市場線
  - 千葉県道36号佐原停車場線
  - 千葉県道55号佐原山田線
  - 千葉県道56号佐原椿海線
  - 千葉県道70号大栄栗源干潟線（東総有料道路）
- 一般県道
  - 千葉県道101号潮来佐原線
  - 千葉県道113号佐原多古線
  - 千葉県道208号大戸停車場線
  - 千葉県道253号香取津之宮線

## 出身者
- 伊能忠敬 - 天文学者
- 長谷川裕一 - 漫画家
- 長谷川勝己 - アニメ脚本家、ライトノベル作家、スーツアクター。長谷川裕一の弟
- 城之内邦雄 - プロ野球選手
- 桜井孝雄 - ボクシング選手
- 三崎和雄 - 格闘家
- 浅野秀重 - 教育学者
- 柳田知秀 - 北海道テレビ放送アナウンサー
- 岩瀬良三 - 最後の佐原市長、元参議院議員
- 山村新治郎（10代目） - 衆議院議員、元行政管理庁長官、元自由民主党国会対策委員長
- 山村新治郎（11代目） - 衆議院議員、元農林水産大臣、元運輸大臣
- 谷田川元 - 衆議院議員、元千葉県議会議員

## 名所・旧跡・観光・祭事・催事
- 香取神宮
- 伊能忠敬旧宅・伊能忠敬記念館
- 佐原の町並み - 重要伝統的建造物群保存地区（1996年選定）
- 十二橋
- 佐原市立水生植物園（現：水郷佐原あやめパーク）
- 樋橋

### 祭り
- 佐原の大祭 - 「佐原の山車行事」として国の重要無形民俗文化財に指定（2004年指定）((ユネスコ世界無形文化財))に指定((((2016年指定))))
  - 八坂神社の祇園祭り（山車10台）。7月10日以降最初の金曜、土曜、日曜日。
  - 諏訪神社の秋祭り（山車14台）。10月第2土曜日を中日とする金曜、土曜、日曜日。
- 水郷佐原あやめ祭り

## 特産
- コメ…千葉県一の生産高を誇る。
- サツマイモ（紅あずま）
  - イモアイス（名前のとおり、イモを使ったアイス。行事の際には露店が並ぶ事がある。）
- 佐原ばやし…献上銘菓。第23回全国菓子大博覧会(1998年、盛岡市)で名誉総裁賞。
- 草だんご…香取神宮参道名物。
- 佐原張子…和紙を重ね張りし、泥絵具で仕上げた張子細工。（県指定伝統工芸品）
- 佐原和傘…江戸時代以来の和傘製造技術を生かした製作法。主に、歌舞伎や踊りに使われる舞台用。（県指定伝統工芸品）
- 佐原太鼓…昔ながらの技法を用いて製作されている。（県指定伝統的工芸品）

## その他
- 水の郷百選：坂東太郎に育まれた水と歴史にふれるまち　佐原
- 日本の音風景100選：樋橋の落水
- 小江戸佐原